# Citronella melliodora
Citronella melliodora är en järneksväxtart som först beskrevs av Herman Otto Sleumer, och fick sitt nu gällande namn av Howard. Citronella melliodora ingår i släktet Citronella och familjen Cardiopteridaceae. Inga underarter finns listade i Catalogue of Life.